# New Bonaventure
Pour les articles homonymes, voir Bonaventure.
New Bonaventure est une petite communauté canadienne située sur la péninsule de Bonavista sur l'île de Terre-Neuve dans la province de Terre-Neuve-et-Labrador. Elle est située sur la route 239 au sud de Trouty. Old Bonaventure est située à l'est de New Bonaventure.

## Annexe